# Славия (площадь)
Площадь Славия (серб. Трг Славија) находится в Белграде, столице Сербии между улицами Короля Милана, Белградской, Маккензиевой, Светосавской, Делиградской и Неманиной улицами, бульваром Освобождения. 
Является одним из главных городских ориентиров и значительной транспортной развязкой.

## История
До 1880-х годов эта площадь представляла собой единственное озеро, на котором жители Белграда охотились на диких уток. Образование площади началось с момента, когда шотландец Фрэнсис Маккензи купил землю для перепродажи её по частям. Тогда же он построил на Славии свой дом, позднее в 1910 году ставший Социалистическим Центром, местом встреч рабочего движения. Название «Славия» дано главным архитектором. После Второй мировой войны здесь находился одноимённый кинотеатр до его сноса в 1991 году.
Другие здания поменьше, на углу улицы короля Милана, где раньше находились кафе «Три селяка» и «Рудничанин», были разрушены до и во время Второй мировой войны. Гостиница «Славия» построена в период 1882—1888 годов. Новый отель «Славия» построен в 1962 году, а позже расширен. В течение некоторого времени площадь носила имя Димитрия Туцовича, выдающегося лидера социалистического движения Сербии. В центре площади стоит памятник ему.